# Tjinashkari
Tjinashkari (en georgiano: თხინაშკარი; en abjasio: Ҭхинашькар, romanizado: Tjinashkar) es una aldea que pertenece a la parcialmente reconocida República de Abjasia, dentro del distrito de Gali, aunque de iure es parte del municipio de Gali de la República Autónoma de Abjasia de Georgia.

## Geografía
Tjinashkari se encuentra en la llanuera de Samurzajano, a 8 km de Gali. Las aldea se administra desde el pueblo de Repo-Etseri.    